# 1ポンドの福音
『1ポンドの福音』（いちポンドのふくいん）は、高橋留美子による日本の漫画作品。『週刊ヤングサンデー』にて、1987年9号から2007年3/4合併号にかけて不定期連載されていた。単行本は小学館：ヤングサンデーコミックスより全4巻。

## 概要
『週刊ヤングサンデー』での初出は1987年9号。初回は前後編の読みきり作品だったが、その後も1話ずつ不定期に集中連載され、約20年後の2007年3/4合併号にて完結。単行本も2007年3月に最終巻である4巻が刊行され、完結した。
1988年にはOVA化され、また2008年1月期にはKAT-TUNの亀梨和也主演により日本テレビ系列でもテレビドラマ化された。
減量中なのに食欲に負ける駆け出しボクサーの青年と若い修道女を中心にした人間模様を描いた作品。ストーリーは試合ごとに区切られ、耕作が対戦相手やその周辺の人物と触れ合ったり自分と戦ったりしながら、試合が終わるまでを1ストーリーとしてそのストーリーが何度か続いていく形式である。1ストーリー毎にテーマが決まっている。
内容はラブコメともボクシングものとも取れる作品になっている。

## 登場人物
※声の記述はOVA版、演の記述はドラマ版で表記。

### 主要人物
畑中 耕作（はたなか こうさく）
声 - 古谷徹 / 演 - 亀梨和也
主人公。19歳。プロボクサーながら食欲が旺盛で、いつも減量に失敗しては試合に負けてきた根性無し。しかし負けん気とシスターアンジェラへの愛で勝ち続ける青年ボクサー。楽天的かつ常に前向き思考な性格。シスターアンジェラに会いたいがために、懺悔の名目で教会へ通っている。OVAでは、後輩の岩田にお金をせびって買い食いし、ファイトマネーによって出世払いで返すとカツアゲまがいの事までやっていた。
プロテストを受けた時はフライ級であったが、体重が徐々に増え、現在の階級はフェザー級。本来はジュニアフェザーにまで絞り込めるらしいが、減量が嫌で階級を上げた様子。鬼丸戦では4階級重いウェルター級、松阪戦では1階級軽いジュニアフェザー級で戦っている。
素質を見出した向田にスカウトされて高校を中退して17歳の時に、難関のB級プロ試験に一発合格したハードパンチャー。「かませ犬」として試合を組まれることも多いが、試合後に対戦相手から認められるほどの実力者。戦績は17戦11勝（11KO）6敗。判定負けはなく、勝ちも負けもKO。最終話にて紅に勝利した事で東洋太平洋チャンピオンになる。
シスターアンジェラ / 麻利絵（まりえ）
声 - 鶴ひろみ / 演 - 黒木メイサ
ヒロイン。食欲に負けた耕作がいつも懺悔を聞いてもらいに行っていた修道院の見習いシスター。真面目な性格で、だらしない耕作をいつも叱っているが、彼の好意にはまんざらでもない様子で、嫉妬深い面も見せる。普段は温厚だが、酒癖が結構悪く、アルコールが回ると気性が荒くなる。実家は敬虔なクリスチャン。
神に仕える修道女ゆえ、耕作と恋愛する事は禁じていたが、最終話ではシスターを辞めて耕作と交際を始めたような描写がある。
OVA版では耕作より2歳年上。また、赤いスクーターを愛用している。
テレビドラマ版では物心つく前から教会に育てられたらしい。

### 向田ボクシングジム
向田（むこうだ）
声 - 永井一郎 / 演 - 小林聡美 (幼少期 - 福原遥)
耕作の所属する向田ボクシングジムの会長で、常に耕作の食欲の心配をしている。
原作では初老の男性だが、テレビドラマ版では諸事情により女性が演じている。
俊平（しゅんぺい）
耕作の後輩。減量中に耕作の食事によく付き合わされる。
石田（いしだ）
向田ジムのコーチ。

### 聖マリア幼稚園
テレビドラマでは、「聖エリシオ修道院」。
修院長
演 - もたいまさこ
シスターアンジェラがいる修道院の院長。耕作に「ばあや」と呼ばれ、そのたびに水をかける。

### ボクシングの関係者
赤城 圭二（あかぎ けいじ）
耕作が最初に対戦するボクサー。大学チャンピオンの実績を引っさげてプロの世界に入るが…。
天草 二郎（あまくさ じろう）
声 - 塩沢兼人
蟹谷ジム所属のフェザー級ボクサーで、同ジムでは期待の星。トレーニング中に耕作のパンチを食らい、復讐するために耕作と対戦する。
鬼丸 勝兵（おにまる かっぺい）
演 - 田中要次
佃ジム所属のウェルター級ボクサー。プロになってから一度も勝利した事がないため4回戦の試合にしか出られないC級ライセンスに留まっているが、対戦相手全員が出世したジンクスがある。身重の妻持ち。普段は鬼丸工務店を経営している。才能がありながら自堕落な理由で試合に最善を尽くさない耕作に苛立ちを覚えている。
松阪 太郎（まつさか たろう）
耕作のB級プロ試験時のスパーリングの相手だったフライ級のプロボクサー。試合前に見下した発言をして、ヘッドギアを着けずにテスト相手になるなど、耕作を舐めてかかったがパンチ一発でダウンしてしまい、終いにはその拍子でロープに口を突っ込んでしまった事故で歯を全て折られてしまう。その後は1年ほど荒れた生活を過ごしていたが、全く腹の虫がおさまらない事から、耕作に復讐を果たすため、大食してわざと太って強引にジュニアフェザー級まで階級を上げた。実力は高く、本来はとうの昔に10回戦の試合に上がっていてもおかしくないレベルの実力者。耕作を倒すために敢えてライセンスをA級に切り替えずにいた。元々太りにくい体質な上、耕作に負けて総入れ歯となっているため、減量を苦としていない。無理に階級を上げたため、腹だけが出るなどボクサーらしくない体型になり、防御力が全くないが、パンチ力は健在で最終的に負けたとはいえ、幾度も耕作をラッシュで出し抜き、ガードした耕作の腕を痣だらけしたほどの威力を持つ（ただし、肘打ちでパンチを払いのける反則技をしていた）。普段は父親の経営する「ファミリーレストランマツザカ」の店長を務める。仕事中では紳士的な態度であるが、プライベートでは素の乱暴な口調。戦績は17戦16勝1敗14KO（畑中耕作戦終了時）。
来栖 正良（くるす まさよし）
演 - 福井博章
高校時代にインターハイで準優勝し、難関のB級プロ試験に合格した新人ボクサー。ヤクザの如き強面の顔とは裏腹に相当な小心者。鉄壁の防御と剃刀のような切れ味鋭いパンチで耕作に勝利する。教会のシスターに顔を覚えられているほど教会にお祈りに来ているクリスチャン。普段は幼馴染の女性の実家の電気屋に勤めており、ボクシングを始めたのも幼馴染から薦められたためである。ドラマでは来栖友也（くるす ゆうや）として登場。
タコス八郎（タコスはちろう）/ ハビエル・フェルナンデス
メキシコから日本へやってきたボクサー。後者は本名。世話人の壺井ジムの会長の援助で副業としてタコス屋を経営しており、リングネームもその職業に由来しているが、料理の腕は壊滅的に下手。信仰に篤く、腹に聖母マリアの刺青をしている。プロボクサーとしての経験は非常に少ないものの、実力はある方。手首の捻りを生かしたパンチが必殺技。耕作による愛称は八ちゃん。
夜叉丸 ヒロシ（やしゃまる ヒロシ）
激情的な性格のボクサー。神経性胃炎を患っている。やや柄が悪い。恋人（可菜）を愛し、仕事で使っているトラックには「可菜命」と塗装されている。
桜 学（さくら まなぶ）
普段は塾講師をしているボクサー。クリンチを多用して打ち合いを避けながらポイントを稼いで判定勝ちに持ち込む戦法を得意とし、その戦法のおかげで12戦8勝の戦績を持つ。向田会長も認める技巧派。反面、KO勝ちが無く、華が無いと陰口を叩かれている（本人もそれを気にしている）。
紅 流星（くれない りゅうせい）
演 - 桐谷健太
ホストとの2足の草鞋を履いているボクサーで、耕作が最後に対戦するボクサー。フェザー級東洋太平洋チャンピオン。親に借金のカタとしてホストクラブに売り飛ばされた。人には冗談めかして「ウソだよ」と付け加える。実は、借金の額は7億。

### その他
電気屋の娘
演 - 浅見れいな
本名不明。来栖の幼馴染で、気が弱い来栖に箔がつくと考えボクシングを薦めた。男勝りな性格。試合から逃げ出す来栖の世話を焼いている。来栖はリングに上がる時が一番カッコいいと思っている。ドラマでは牧野夏希という名前で登場。
善彦（よしひこ）
プロボクサーになるため地方から上京してきた、中学3年生の少年。広島弁らしき方言を操る。両親にボクサーを殴れたらボクサーになる事を約束したため、耕作を殴ろうと付け狙う。
可菜（かな）
夜叉丸の彼女。夜叉丸に殴られたのがきっかけで、ダイエット中に知り合った耕作に乗り換えようとし、結果、耕作やシスターアンジェラ、夜叉丸を引っ掻き回す事に。最近体重が増えたため、ダイエットに励んでいた。
水絵（みずえ）
シスターアンジェラの叔母。浪費家の遊び人で、借金をしてまで美食、旅行、ホストクラブ通いと遊び歩いている。その割には他人には厳しく、シスターアンジェラに思いを寄せる耕作に対し、「あんた生活力無いでしょ」と切り捨てた。
若王子（わかおうじ）
演 - 黄川田将也
レストランを営む若きシェフ。店は繁盛しているのに、料理の腕は下手。修行に行ったはずのヨーロッパでは、結局修行そっちのけで観光に没頭した。
守下（もりした）
演 - 中丸新将
若王子シェフの部下。主人（若王子）の付き添いでヨーロッパへの修行についていき、シェフとしての修行をした。若王子とシスターアンジェラが結ばれる事を望んでいる。

## 単行本・連載
- 高橋留美子 『1ポンドの福音』 小学館〈ヤングサンデーコミックス〉、全4巻

第1巻
1989年8月5日刊行 ISBN 4-09-151101-5
- 秤の上の迷える小羊：1987年9号、10号
- まな板の上の小羊：1988年1号 - 3号
- 小羊どもの夢のあと：1988年16号 - 19号

第2巻
1990年8月5日刊行 ISBN 4-09-151102-3
- 小羊の復活：1989年15号 - 19号
- 十字をきった小羊：1990年8号 - 12号

第3巻
1996年8月5日刊行 ISBN 4-09-151103-1
- 狙われた小羊：1991年10号、11号
- 聖夜に泣く小羊：1992年23号、24号
- よろめく小羊：1996年17号 - 21/22合併号

第4巻
2007年3月10日刊行 ISBN 978-4-09-151170-6
- 小羊のレストラン：1998年51号、52号
- 小羊の未来図：2001年25号、26号
- 小羊の約束：2006年52号 - 2007年3/4合併号

## OVA
1988年発売。

### キャスト（OVA）
主要人物は#登場人物を参照。
向田ボクシングジム
- 岩田 - 二又一成
- 田渕 - 龍田直樹
- 山本 - 田中和実

聖マリア幼稚園
- 坂井 - 富沢美智恵
- 藤田 - 鈴木富子

ボクシングの関係者
- 盤谷 - 柴田秀勝

### スタッフ（OVA）
- 原作 - 高橋留美子（小学館『週刊ヤングサンデー』連載）
- 脚本 - 高屋敷英夫、金春智子
- 音楽 - 川井憲次
- 監督 - さきまくら
- エンディングテーマ - 浜田麻里「CRY NO MORE」
- 挿入歌 - 浜田麻里「CALL MY LUCK」
- キャラクターデザイン - 青嶋克已
- 作画監督 - 山内昇寿郎
- 美術監督 - 小林七郎
- 撮影監督 - 杉村重郎
- 音響監督 - 松浦典良
- 色彩設計 - 藤田弘美
- 編集 - 古川雅士
- 演出 - 水谷貴哉
- 製作 - スタジオぎゃろっぷ

## テレビドラマ
2008年1月12日から3月8日まで毎週土曜日21:00 - 21:54に、日本テレビ系の「土曜ドラマ」枠で放送された。主演は亀梨和也。
2008年9月3日にDVD-BOXが発売されている。特典映像は「1ポンドの福イン」×メイキングムービー&「1ポンドの福イン!!サタデー」完全版が収録されている。

### キャスト（テレビドラマ）
主要人物は#登場人物を参照。

#### レギュラー
向田ボクシングジム
- 上田 正志（プロボクサー） - 岡田義徳
- 向田 勝己（向田会長の息子） - 山田涼介
- 石坂 雄介（プロボクサー） - 高橋一生
- 堀口 徹平（プロボクサー） - 石黒英雄
- 児島（プロボクサー） - 波岡一喜
- 三鷹 秀夫（トレーナー） - 光石研

聖エリシオ修道院
- シスターグレイス - 中村果生莉
- シスターミリー - 江口のりこ
- シスタークリスティーナ - 松坂早苗

その他
- 三品食堂の娘・紀子 - 南沢奈央
- 三品食堂の店長 - 菅原大吉

#### ゲスト
第1話
- 高山会長 - ベンガル
- ドラゴン神崎（プロボクサー） - 大久保貴光
- 大城 電二郎（プロボクサー） - 蓮ハルク
- 向田 聖子（幼少期） - 福原遥
- 三鷹 秀夫（幼少期） - 槇岡瞭介

第2話
- 来栖 友也（プロボクサー） - 福井博章
- 牧野 夏希（来栖の恋人） - 浅見れいな

第3話
- 山吹 善彦（中学生） - 知念侑李（Hey! Say! JUMP）

第6話
- タイガーパンヤーク（タイ人ボクサー） - アベディーン
- 上田 和幸（上田の父） - 不破万作（第7話にも出演）

### スタッフ（テレビドラマ）
- ボクシング協力 - ヨネクラボクシングジム
  - ボクシング指導 - 梅津正彦
- 脚本 - 福田雄一、根本ノンジ（#第7話）
  - 脚本協力 - 根本ノンジ
- 原案協力 - 都築伸一郎、三上信一、横山真義（小学館「週刊ヤングサンデー」編集部）
- 音楽 - 井筒昭雄、川嶋可能
- 演出 - 佐藤東弥、田中峰弥、佐久間紀佳、狩山俊輔
- 主題歌 - KAT-TUN「LIPS」（J-One Records）
- イメージソング（ドラマ開始前の予告CMにて使用） - Queen「We Will Rock You」
- 音楽プロデュース - 志田博英
- 技斗 - 釼持誠
- カースタント - タカハシレーシング
- 技術協力 - NiTRo、日テレアート、映広
- プロデューサー - 河野英裕（日テレ）
- 協力プロデューサー - 小泉守、下山潤（トータルメディアコミュニケーション）
- 制作プロダクション - トータルメディアコミュニケーション
- 製作著作 - 日本テレビ

### 放送日程
| 各話                                                       | 放送日        | サブタイトル                          | 原作                        | 演出       | 視聴率 |
| ---------------------------------------------------------- | ------------- | ------------------------------------- | --------------------------- | ---------- | ------ |
| 第1話                                                      | 2008年1月12日 | 好きだ！シスター！                    | 子羊どもの夢のあと（第1巻） | 佐藤東弥   | 13.0%  |
| 第2話                                                      | 2008年1月19日 | VS弱虫男！勝ってデートだ大食いだ！    | 十字をきった子羊（第2巻）   | 佐藤東弥   | 11.4%  |
| 第3話                                                      | 2008年1月26日 | 母の仕事って？ウルトラマンになる方法  | 狙われた子羊（第3巻）       | 田中峰弥   | 11.1%  |
| 第4話                                                      | 2008年2月02日 | 恋敵は天才シェフ！世界一のラブレター  | 子羊のレストラン（第4巻）   | 佐久間紀佳 | 09.0%  |
| 第5話                                                      | 2008年2月09日 | 苦しいときは、過去ではなく未来を思え  | ドラマオリジナルストーリー  | 佐藤東弥   | 09.6%  |
| 第6話                                                      | 2008年2月16日 | 強くなれ！イジメられっこと女ボクサー  | ドラマオリジナルストーリー  | 狩山俊輔   | 10.5%  |
| 第7話                                                      | 2008年2月23日 | 悪徳ホストに大借金愛と金をかけた戦い  | 子羊の約束（第4巻）         | 田中峰弥   | 10.7%  |
| 第8話                                                      | 2008年3月01日 | さよならシスター!! 根性ナシ涙のパンチ | 子羊の約束（第4巻）         | 狩山俊輔   | 08.8%  |
| 最終話                                                     | 2008年3月08日 | 結婚!? への道大作戦愛と焼き芋で旅立ち | ドラマオリジナルストーリー  | 佐藤東弥   | 11.3%  |
| 平均視聴率 10.7%（視聴率は関東地区・ビデオリサーチ社調べ） |               |                                       |                             |            |        |

### 備考
- 同じクールの日本テレビのドラマ『貧乏男子 ボンビーメン』にて、ユースケ・サンタマリア演じるオムオムが、このドラマの原作コミックを読んでいるシーンがあった。同じく『貧乏男子 ボンビーメン』にて小栗旬演じる一美の夢の場面で、このドラマで使用しているジムが登場した。
- 第1話で鬼丸勝兵（田中要次）が息子とお風呂の中で歌っていた曲は、2006年夏に同枠で放送されたドラマ『マイ☆ボス マイ☆ヒーロー』で登場する戦隊キャラクター・無限戦士アニキンダーのテーマ曲である。なお、このドラマには、田中要次も菊島徹也役として出演していた。また修道院長役のもたいも水島椿役で出演していた。
- 『天才!志村どうぶつ園』の企画により、7話に青木さやかが出演している。
- 系列局の福井放送では、2008年4月から同枠がテレビ朝日系木曜ドラマ遅れネットになり、合わせて次作『ごくせん』から土曜16時台において1週遅れでの放送になったため、本作が同局では最後の同時ネット作品となった。

| 日本テレビ系 土曜ドラマ                       | 日本テレビ系 土曜ドラマ                | 日本テレビ系 土曜ドラマ                                                   |
| 前番組                                        | 番組名                                 | 次番組                                                                    |
| --------------------------------------------- | -------------------------------------- | ------------------------------------------------------------------------- |
| ドリーム☆アゲイン （2007.10.13 - 2007.12.15） | 1ポンドの福音 （2008.1.12 - 2008.3.8） | 日本テレビ開局55年記念番組 ごくせん 第3シリーズ （2008.4.19 - 2008.6.28） |